# Quily
Quily is een plaats en voormalige gemeente in het Franse departement Morbihan in de regio Bretagne en telt 280 inwoners (2004). De plaats maakt deel uit van het arrondissement Pontivy.

## Geschiedenis
Quily is op 1 januari 2016 gefuseerd met de gemeenten La Chapelle-Caro en Le Roc-Saint-André tot de gemeente Val d'Oust. 

## Geografie
De oppervlakte van Quily bedraagt 5,4 km², de bevolkingsdichtheid is 51,9 inwoners per km².
De onderstaande kaart toont de ligging van Quily met de belangrijkste infrastructuur en aangrenzende gemeenten.

## Demografie
Onderstaande figuur toont het verloop van het inwonertal.